# Tužno
Tužno falu Horvátországban, Varasd megyében. Közigazgatásilag Vidovechez tartozik.

## Fekvése
Varasdtól 10 km-re délnyugatra, községközpontjától Vidovectől 4 km-re délre a Drávamenti-síkságon fekszik.

## Története
A település első írásos említése 1209-ben abban az oklevélben történik, melyben II. András király Varasdot szabad királyi várossá emeli. Az oklevélben körülírják a város határait, köztük a Radovan falutól a Plitvica – patak felé húzódó határt, mely "villa Tusoy" határát érinti. A falu ekkor egyházilag még Zamlača plébániájához tartozott, melyet 1334-ben említenek először. A település következő említése 1479-ben Bárthory István országbírónak a csázmai káptalannak Varasd város határai 1470. évi kiigazításáról szóló oklevelét megerősítő oklevelében található, melyben a település szintén "Tusoy" alakban szerepel.
A Varasd környéki települések számára a 15. század vége és a 16. század a szüntelen török veszély miatti félelem jegyében telt el. A portyázó török lovasság első csoportjai a 15. század végén érkeztek meg erre a vidékre. Még nagyobb veszély fenyegette a lakosságot, amikor 1532-ben II. Szulejmán szultán Bécs elleni hadjárata során erre vezetett a török sereg útja. A föld népe a közeli erdőkbe menekült, mások Varasd erődített városában kerestek menedéket. Az otthon maradottakat a török kirabolta és fogságba hurcolta. A török nem támadta meg Varasdot, melynek lakói a városfalakról nézték, amint az elvonuló sereg útját végestelen végig égő falvak jelezték. 1552-ben Ulama pozsegai szandzsákbég vezetett hadjáratot Nyugat-Szlavónia és a Drávamente ellen. I. Ferdinánd király a terület védelmét Zrínyi Miklós horvát bánra és Székely Lukácsra bízta, akik Maruševec váránál többezres horvát sereget gyűjtöttek össze. Július 4-én a Püspökinél táborozó török sereg Vinica irányába indult meg, hogy a Drávamente falvai után Stájerországot pusztítsa. A Varasdi síkság falvai, köztük Tužno is lángokban álltak. A horvát hadak Maruševec mellett várták be és verték szét a török sereget, melynek maradékai Ludbreg és Kapronca irányába menekültek el.
A török támadások mellett a lakosság sokat szenvedett az újra és újra felbukkanó járványoktól. Különösen a pestis pusztított sokszor, így 1599-ben, 1682-ben, 1712-ben és 1731-ben is. A háborús idők elmúltával Tužno is fejlődésnek indult. A falunak 1857-ben 472, 1910-ben már 740 lakosa volt. 1920-ig Varasd vármegye Varasdi járásához tartozott, majd a Szerb-Horvát Királyság része lett. 2001-ben a falunak 252 háza és 1011 lakosa volt.

## Nevezetességei
- Páduai Szent Antal tiszteletére szentelt késő barokk kápolnája[2] 1671-ben épült Kristofor Kupinić varasdi főesperes feljegyzése szerint a falu akkor földesura gersei Pethő János adományából. Legutolsó nagyobb felújítása az 1970-es évek elején történt. 1984-ben elkészült a harangozás villamosítása, míg a legutóbbi időben a kápolna új üvegablakokat és központi fűtést kapott. A kápolnától nem messze egy 1871-ben emelt feszület áll, melyet Pavao Grđan helyi lakos készíttetett.

- A Vidovecről Črešnjevo felé menő út kereszteződésénél a Szentatya 1994-es horvátországi látogatása emlékére 1995-ben kis útikápolnát építettek, melyet dr. Franjo Kuharić bíboros érsek áldott meg.

## Külső hivatkozások
- Vidovec község hivatalos oldala
- A vidoveci plébánia honlapja
- Az alapiskola honlapja